# Emiliano Fusco
Emiliano Adrián Fusco (ur. 2 marca 1986) – argentyński piłkarz grający na pozycji obrońcy w izraelskim klubie Bene Jehuda Tel Awiw.